# Galt MacDermot
Galt MacDermot (Montreal, 18 de dezembro de 1928 — 17 de dezembro de 2018) é um compositor, pianista e escritor de musicais canadense. Seu mais conhecido sucesso foram as músicas de Hair, o musical hippie dos anos 60. Ele também escreve para trilhas sonoras de filmes, álbuns de jazz, funk-music e música clássica. Através dos anos, suas músicas tem sido sampleadas por artistas de hip-hop de sucesso. Morreu um dia antes de fazer 90 anos.

## Carreira
MacDermot formou-se como bacharel em música pela Universidade da Cidade do Cabo, na África do Sul, especializando-se em música africana, após concluir seu estudos no Canadá. Ganhou seu primeiro Grammy com a gravação de sua música "African Waltz" feita pelo saxofonista norte-americano de jazz Cannonball Adderley, em 1960. Mudou-se para Nova York em 1964 e três anos depois compôs as músicas de Hair, em parceria com os autores James Rado e Gerome Ragni, adaptando também as próprias músicas para o filme baseado na peça, feito em 1979 por Milos Forman. A gravação do musical com o elenco original ganhou o Prêmio Grammy de 1969.
Em 1971, ele compôs as músicas de outro musical de sucesso, The Two Gentlemen of Verona, baseado na obra de William Shakespeare e que conquistou o Prêmio Tony de Melhor Musical daquele ano. MacDermont foi indicado ao Tony de Melhor Música pelo musical e recebeu o Drama Desk Award por seu trabalho. Seus musicais seguintes, um deles feito em parceira com Rado, entretanto, não obtiveram sucesso na Broadway.
Paralelamente ao trabalho para o teatro, ele escreve para trilhas sonoras de filmes, começando em 1968 com a música Coffee Cold para o filme The Thomas Crown Affair, com Steve McQueen e Faye Dunaway e criou, em 1979, uma banda própria, New Pulse Band, que grava e faz apresentações tocando suas próprias músicas. A banda fez parte, tocando ao vivo as músicas da peça, da remontagem de Hair na Broadway em 2009.
Apreciadores de jazz e funk também colecionam os trabalhos de MacDermot, que em sua carreira já trabalhou com músicos que prefiguraram o material de funk de James Brown. Em décadas mais recentes, seu trabalho como compositor tem feito sucesso com outros públicos, ao ser sampleado por artistas do hip-hop como Run DMC e Busta Rhymes.

## Musicais
- My Fur Lady (1957)
- Hair (1967)
- Isabel's a Jezebel (1970)
- Who the Murderer Was (1970)
- The Two Gentlemen of Verona (1971)
- Dude (1973)
- Via Galactica (1973)
- A Comédia Humana (1984)
- The Special (1985)
- The Legend of Joan of Arc (1997)
- Sun (1998)
- Blondie (1998)
- The Corporation (1999)

## Discografia
Discografia selecionada excluindo álbuns para musicais e trilhas sonoras de filmes:
- Art Gallery Jazz (1956)
- The English Experience (1961)
- Shapes of Rhythm (1966)
- Haircuts (1969)
- Woman is Sweeter (1969)
- New Pulse Band (1979)
- Purdie as a Picture (1994)
- Up from the Basement Volumes 1 & 2 (2000)[5]